# Ostřetín
Ostřetín (deutsch Ostretin, auch Wostrzetin bzw. Wostretin) ist eine Gemeinde in Tschechien. Sie liegt vier Kilometer südöstlich von Holice und gehört zum Okres Pardubice.

## Geographie

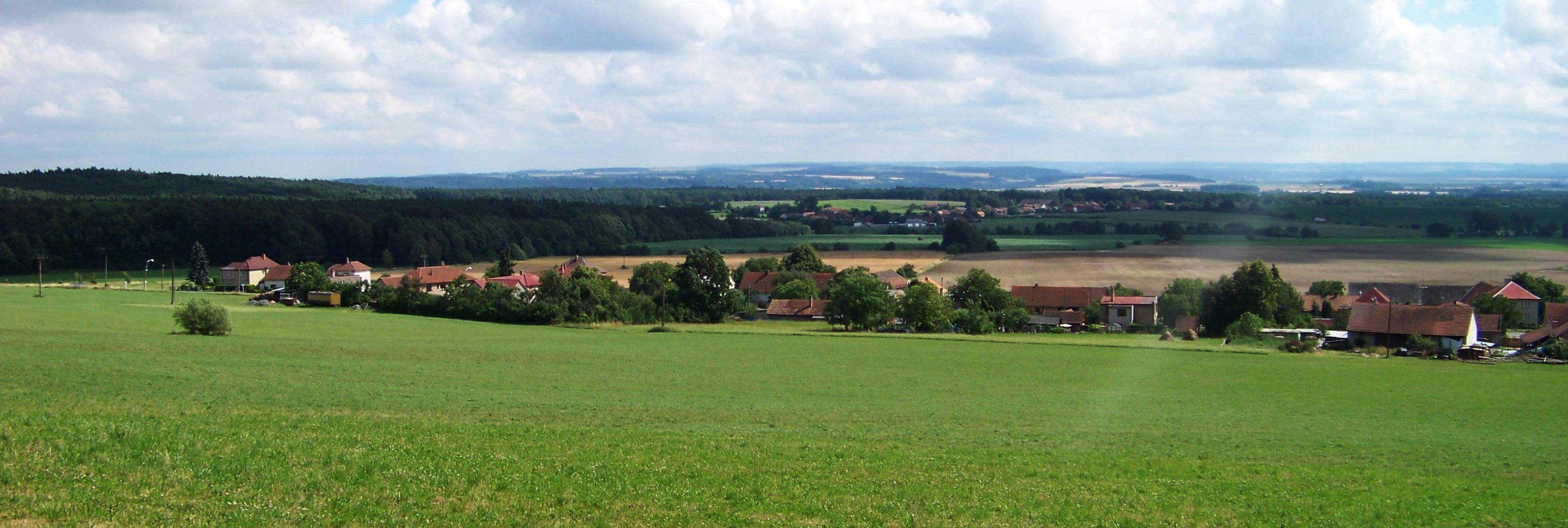
Ortsansicht

Ostřetín erstreckt sich am Ostrand der Pardubická kotlina (Pardubitzer Becken) entlang des Baches Ostřetínský potok, der im Niederdorf in die Zadní Lodrantka einmündet. Durch den Ort führt die Staatsstraße I/35 / E 442 zwischen Holice und Vysoké Mýto. Nördlich erheben sich der Na Vršku (261 m n.m.), der Na Hradcích (335 m n.m.) und der Na Šutrovně (331 m n.m.), im Osten die Vinice (328 m n.m.), südlich die Sychrova (289 m n.m.) und die Chmelnice (283 m n.m.).
Nachbarorte sind Staré Holice und Veliny im Norden, Malá Čermná im Nordosten, Horní Jelení im Osten, Újezd u Chocně und Vysoká u Holic im Südosten, Trusnov und Litětiny im Süden, Horní Roveň und Dolní Roveň im Südwesten, Komárov und Roveňsko im Westen sowie Javůrka und Holice im Nordwesten.

## Geschichte
Der Ort wurde im 13. Jahrhundert während der ersten deutschen Binnenkolonisation im Königreichwald, der das Gebiet zwischen der Stillen Adler und der Loučná bedeckte, als Waldhufendorf angelegt. In der Böhmischen Chronik des Václav Hájek von Libočan als auch in Hieronymus Johann Nepomuk Solařs Dějepis města Hradce Králové nad Labem a biškupství Hradeckého wird das Dorf Hostětín als Sammelpunkt des böhmischen Ritterheers unter Führung von Ctibor von Zámrsk und Uhersko genannt, das 1308 in den Machtkämpfen um die Böhmische Krone in der Schlacht zwischen Opočno und Turov ein schwäbisches Heer schlug. In der zeitgenössischen Dalimil-Chronik wurde Hostětín in diesem Zusammenhang jedoch nicht erwähnt.
Die erste urkundliche Erwähnung erfolgte am 9. April 1336 unter dem Namen Titzmansdorf (Ticzmani villa), als König Johann von Luxemburg das Städtchen und die Feste Chvojnov mit den zugehörigen neun Dörfern Albrechtsdorf, Běleč, Bělečko, Ekleinsdorf, Hermansdorf, Chvojence Nízké, Hoděšovice, Tiezmansdorf und Walthersdorf für 2000 Schock Groschen an die Brüder Pertholt, Heinrich und Johann von Leipa verpfändete. 1349 wurde im Liber ercetionum des Erzbischofs Ernst von Pardubitz über die dem neuen Bistum Litomyšl zugeordneten Pfarreien auch eine Filialkirche in Hostětín aufgeführt. Seit der Mitte des 14. Jahrhunderts gehörte die Herrschaft Chvojnov den Holický von Sternberg auf Chlumec, zwischen 1358 und 1376 war Johann Holický von Sternberg Besitzer von Chlumek und Chvojnov. Während der Hussitenkriege kam es im Königreichwald zu einem Gefecht, bei dem ein Heer unter Diviš Bořek von Miletínek auf Kunburg zusammen mit den Verbündeten Königgrätzern die Taboriten unter Jan Roháč von Dubá schlug. König Sigismund überschrieb Diviš Bořek am 21. September 1436 als Entlohnung für seine treuen Dienste in der Schlacht bei Lipan die Kunburg mit 52 umliegenden Dörfern, darunter auch die der ehemaligen Herrschaft Chvojnov. Nach dem Tode des Diviš Bořek erfolgte im 15. Jahrhundert eine Teilung von Ostřetín; neben dem Kunburger Anteil bestanden auch ein Holitzer und ein Daschitzer Anteil. Im Jahre 1464 erwarb Georg von Podiebrad die Herrschaft Kunburg; am 5. April 1465 überschrieb er die Herrschaften Pardubitz und Kunburg seinen Söhnen Viktorin, Heinrich und Hynek von Münsterberg. 1472 fielen die Herrschaften Pardubitz und Kunburg Heinrich von Münsterberg zu, er verkaufte sie 1490 an Wilhelm von Pernstein. Im Pardubitzer Urbar von 1494 ist Ostřetín als Dorf mit 39 Siedlern einschließlich eines Rychtář aufgeführt; innerhalb des Dorfes bestand ein Freigericht mit einigen Chalupnern, das mit Hostětín bezeichnet wurde und zur Herrschaft Litomyšl gehörte. Hynek Bradlecký von Mečkov verkaufte 1507 zusammen mit dem Gut Holitz auch den Holitzer Anteil von Ostřetín an Wilhelm von Pernstein. Dieser erwarb im selben Jahre von Čeněk Dašický von Barchov auch das Gut Daschitz einschließlich des Kirchpatronats von Ostřetín und des Daschitzer Anteils. Wilhelm von Pernsteins Sohn Jaroslav veräußerte die Herrschaft Pardubitz 1560 an König Ferdinand I. König Rudolf II. ließ die Herrschaft 1588 durch ein System von 24 Rychta (Scholtiseien) neu organisieren, eine davon war in Ostřetín. Im Pardubitzer Urbar von 1588 sind für Ostřetín 41 Siedler aufgeführt, die mit Ausnahme der Familien Pfilla und Petrle alle tschechische Namen trugen.
Während des Siebenjährigen Krieges kam es am 12. Juli 1758 bei Ostřetín zu einem Gefecht zwischen preußischen und österreichischen Truppen, bei dem das Dorf durch die Preußen in Brand gesteckt wurde. Nachdem die preußische Verstärkung in Ostřetín eingetroffen war, konnten die Preußen tags darauf die Truppen des Generals Laudon auch von den Höhen der Choceňská tabule (Chotzener Tafel) vertreiben. Zu Zeiten der böhmischen Königin Maria Theresia erfolgte der Ausbau der Straße zur Hauptverbindung zwischen Olmütz, Königgrätz und Josefstadt. Im Jahre 1781 wurde die Kirche gebaut.
Im Jahre 1835 bestand das im Chrudimer Kreis an der Königgrätzer Poststraße gelegene Dorf Wostřetin aus 107 Häusern, in denen 817 Personen lebten. Unter dem Patronat des Religionsfonds standen die Lokalkirche Mariä Verkündigung, das Lokalistenhaus und die Schule. Wostřetin war Pfarrort für Welin und Wysoka. Bis zur Mitte des 19. Jahrhunderts blieb Wostřetin der k.k. Kameralherrschaft Pardubitz untertänig.
Nach der Aufhebung der Patrimonialherrschaften bildete Vostřetín ab 1849 eine Gemeinde im Gerichtsbezirk Holitz. Ab 1868 gehörte die Gemeinde zum politischen Bezirk Pardubitz. 1869 hatte Vostřetín 896 Einwohner und bestand aus 123 Häusern. Im Jahre 1900 lebten in dem Dorf 963 Menschen, 1910 waren es 997. 1924 wurde der Gemeindename in Ostřetín abgeändert. Im Jahre 1930 hatte Ostřetín 1133 Einwohner. Im Jahre 1949 wurde Ostřetín dem Okres Holice zugeordnet. Seit 1960 gehört die Gemeinde zum Okres Pardubice. 1961 erfolgte die Eingemeindung von Vysoká u Holic. Beim Zensus von 2001 lebten in den 260 Häusern von Ostřetín 803 Personen. Die Gemeinde führt seit 2001 ein Wappen und Banner.

## Gemeindegliederung
Die Gemeinde Ostřetín besteht aus den Ortsteilen Ostřetín (Ostretin) und Vysoká u Holic (Wysoka), die zugleich auch Katastralbezirke bilden. Zu Ostřetín gehört zudem die Einschicht Javůrka.

## Sehenswürdigkeiten

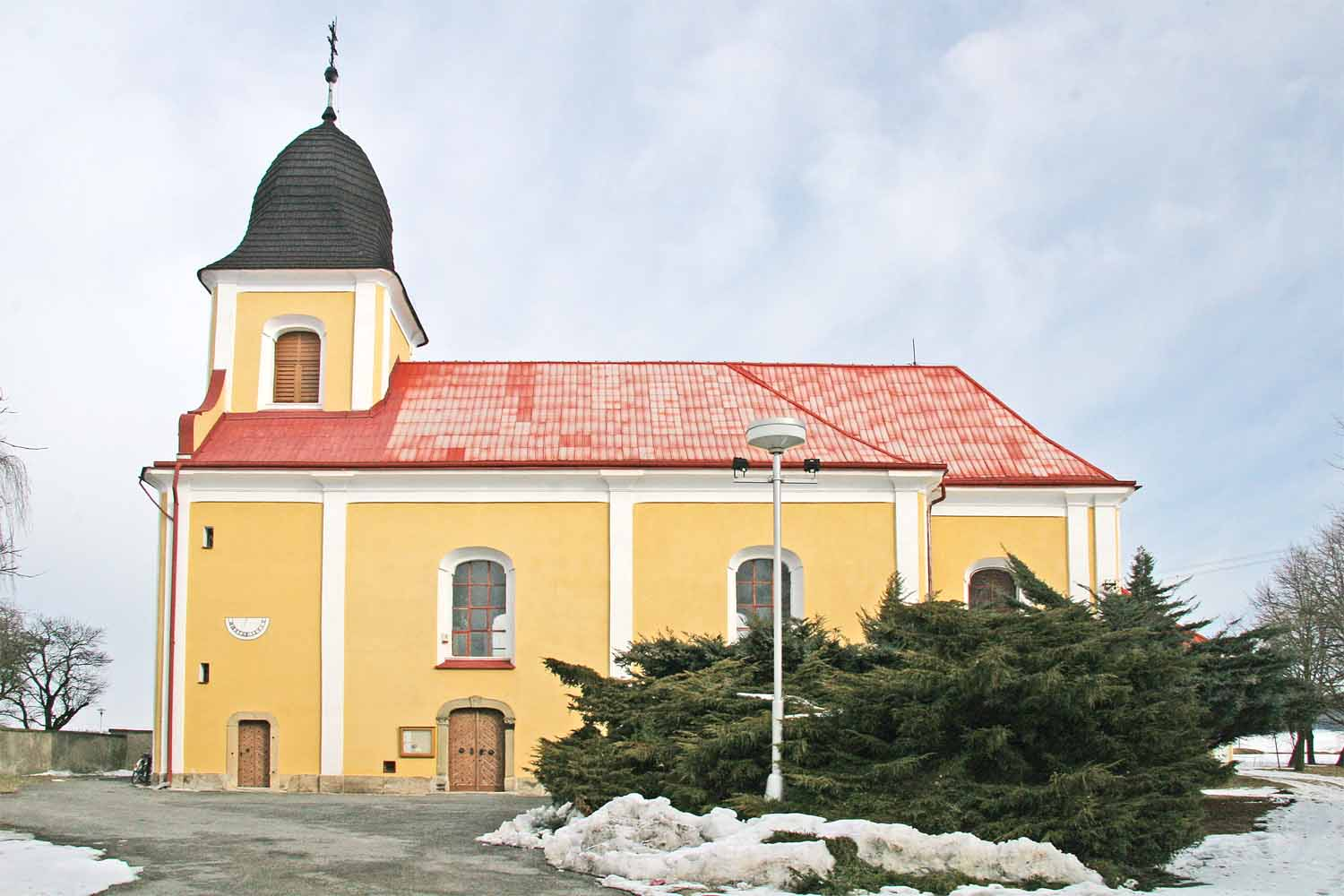
Kirche Mariä Verkündigung

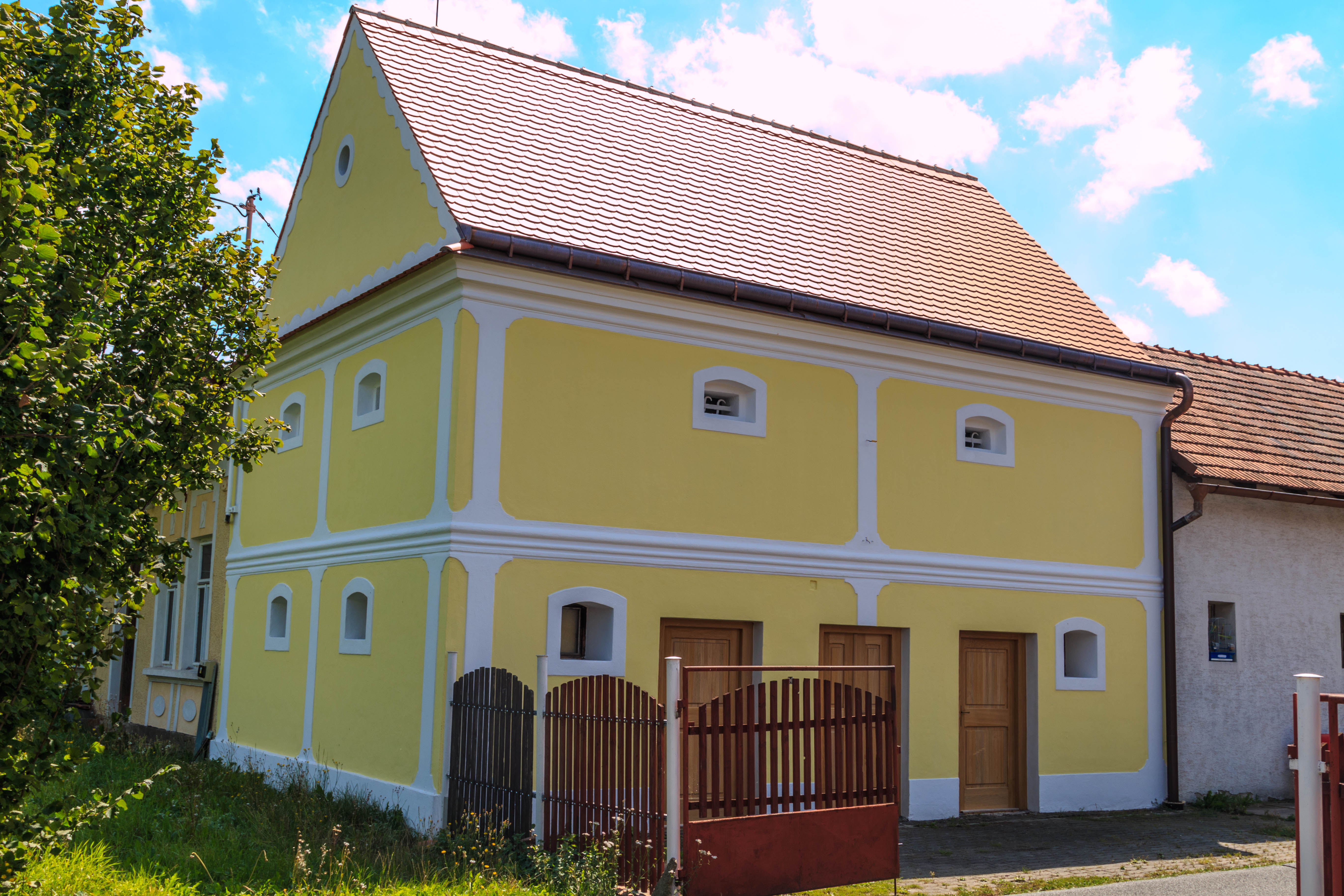
Speicher beim Haus Nr. 47

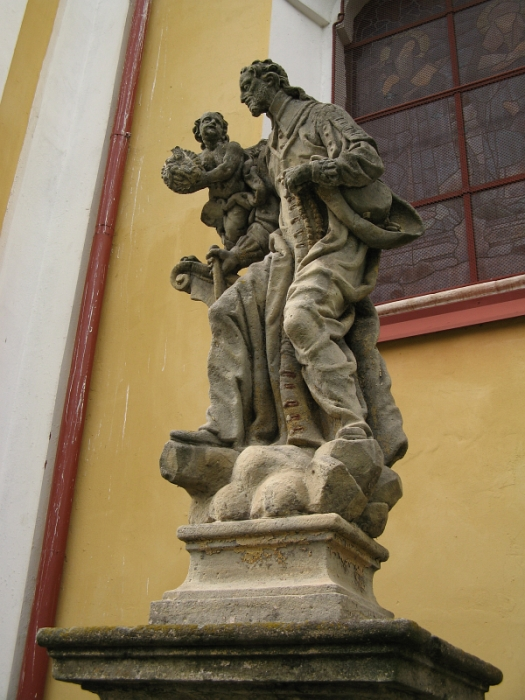
Statue des hl. Johannes von Nepomuk

- Kirche Mariä Verkündigung, erbaut 1781
- Statue des hl. Johannes von Nepomuk
- Speicher beim Haus Nr. 47
- Hügel Na Hradcích mit Ringwallanlage, er gilt als einer der möglichen Standorte der erloschenen Burg Hostin Hradec, auf der 1140 der Přemyslidenherzog Soběslav I. verstarb.